# Esta Cidade!
Esta Cidade! é um livro de Irene Lisboa publicado originalmente em 1942.
Trata-se de uma colectânea de crónicas, muitas vezes já publicados em jornais e revistas. Irene Lisboa usa a técnica de reportagem para registar factos da vida dos habitantes de Lisboa. 